# 崁頂 (屏東縣大字)
崁頂，是臺灣屏東縣崁頂鄉的一個傳統地域名稱，也是全鄉行政中心所在地，位於該鄉東南部。相較於今日行政區，其範圍大致包括園寮村不含西南部凸出部分的西部邊界地帶、崁頂村、北勢村東部邊界地帶、洲子村東南部邊界地帶、圍內村南部邊界地帶。
本地區境內主要聚落為崁頂、後壁厝、瓦磘溝、社皮、社尾、田藔、南謨安、衙門口、頭前，設有南榮國中、崁頂國小。

## 歷史
台灣日治初期，崁頂地區為一街庄，稱為「崁頂庄」（舊制街庄），隸屬於港東上里。該庄昔日西邊中至北段及西北邊與洲仔庄為鄰，北與力社庄為鄰，東與八老爺庄、檨仔腳庄、打鐵庄為鄰，東南邊為巷仔內庄，南邊為溪洲庄，西邊南段為過溪仔庄。
1901年（日治明治三十四年）11月11日，全台廢縣廳改設二十廳，該庄隸屬於阿猴廳。1904年（明治三十七年）4月15日，該庄編入「崁頂區」，隸屬於阿猴廳。1905年（明治三十八年）4月1日，阿猴廳改稱「阿緱廳」。1909年（明治四十二年）10月25日，全台合併二十廳為十二廳，崁頂區仍隸屬於阿緱廳。1920年（大正九年）10月1日，全台地方制度大改正，廢十二廳改設五州二廳，該庄改制為「崁頂」大字，隸屬於高雄州東港郡新園庄（新制街庄）。
戰後新園庄改制為新園鄉，隸屬於高雄縣，大字亦改制為村。1950年（民國39年）3月，新園鄉拆分出崁頂鄉，本地區改隸屬崁頂鄉。同年10月1日，高、屏分治，崁頂鄉改隸屬於屏東縣。

## 聚落
本地區發展較早的聚落為崁頂、後壁厝、瓦磘溝、社皮、社尾、田藔、南謨安、衙門口、頭前，在日治初期的官方地圖上已有記載。

## 交通
台鐵屏東線是高雄至枋寮間的鐵路幹線，經過本地區，並在本地區中部設有崁頂車站。該站屬招呼站，停靠部分區間快車及全部區間車；由此可前往台鐵沿線各站。
國道3號又稱「福爾摩沙高速公路」，是貫穿台灣西部的兩條縱向高速公路之一，經過本地區東部邊界地帶，並設有平面側車道（鄉道屏75線），而且在鄉道屏70線交會處設有單向進出的崁頂交流道（南出北入）。南側最近的雙向進出交流道為縣道187乙線交會處的南州交流道。由此等可快速前往國道3號沿線各地。
縣道187號是水門至東港的道路，經過本地區的崁頂、頭前等聚落。由該道路北行可前往潮州鎮、萬巒鄉、內埔鄉，並止於省道台24線及縣道185號共線路口；南行可前往東港鎮，並止於省道台17線轉角路口。
鄉道屏64線是舊港東至崁頂的道路，其東側端點（終點）位於本地區中部略偏西、崁頂與頭前間聚落的鄉道屏70線路口，由此向西南西蜿蜒而行，會經過本地區的衙門口聚落。
鄉道屏68線是越溪至武丁的道路，經過本地區中南部。
鄉道屏69-1線是洲仔至崁頂的道路，其東南側端點（終點）位於本地區中西部略偏北的鄉道屏70線路口。
鄉道屏70線是後廍至旗杆厝的道路，經過本地區的頭前、崁頂、田藔等聚落。該道路在本地區的部分路段與縣道187號暨鄉道屏73線共線。
鄉道屏72線是油車莊至旗杆厝的道路，經過本地區的南謨安、社尾、社皮等聚落。該道路在本地區的部分路段與鄉道屏73線共線。
鄉道屏73線是圍仔內至萬華的道路，經過本地區的後壁厝、崁頂、頭前、南謨安等聚落。該道路在本地區的部分路段與縣道187號暨鄉道屏70線共線，另有部分路段與鄉道屏72線共線。
鄉道屏75線是打鐵至社皮的道路，在本地區路段為國道3號的平面側車道，經過東部邊界地帶。
鄉道屏76線是圍內至光春的道路，其西側端點（起點）位於本地區北部邊界地帶中部略偏東的鄉道屏75線路口。

## 學校
- 南榮國中
- 崁頂國小

## 公務機關
- 崁頂鄉公所
- 屏東縣東港戶政事務所崁頂辦公室
- 屏東縣政府警察局東港分局崁頂分駐所
- 屏東縣政府消防局第三大隊崁頂消防分隊